# Schram City
Schram City es una villa ubicada en el condado de Montgomery en el estado estadounidense de Illinois. En el Censo de 2010 tenía una población de 586 habitantes y una densidad poblacional de 308,67 personas por km².

## Geografía
Schram City se encuentra ubicada en las coordenadas 39°9′48″N 89°27′39″O / 39.16333, -89.46083. Según la Oficina del Censo de los Estados Unidos, Schram City tiene una superficie total de 1.9 km², de la cual 1.9 km² corresponden a tierra firme y (0%) 0 km² es agua.

## Demografía
Según el censo de 2010, había 586 personas residiendo en Schram City. La densidad de población era de 308,67 hab./km². De los 586 habitantes, Schram City estaba compuesto por el 97.27% blancos, el 1.37% eran afroamericanos, el 0.17% eran amerindios, el 0.85% eran asiáticos, el 0% eran isleños del Pacífico, el 0.17% eran de otras razas y el 0.17% pertenecían a dos o más razas. Del total de la población el 0% eran hispanos o latinos de cualquier raza.